# Mitarbeiter
Mitarbeiter sind Arbeitskräfte, die einem Unternehmen, einer Behörde oder einer Institution angehören und dort abhängig beschäftigt bzw. angestellt sind. Im Plural wird häufig die genderneutrale Form Mitarbeitende verwendet.
Aus dem Begriff Mitarbeiter ist ableitbar, dass er mit anderen, also weiteren Arbeitnehmern zusammen tätig ist. Durch den Wandel in vielen Bereichen der Wirtschaft verliert die Differenzierung zwischen Angestellten und Arbeitern zunehmend an Bedeutung, so dass der Begriff des Mitarbeiters als neutraler Sammelbegriff für Angestellte und Arbeiter, für freie Mitarbeiter zur Differenzierung gegenüber Angestellten, aber auch für ehrenamtlich Tätige avanciert ist. Mit der Hochschulreform wurde für alle Angehörigen des akademischen Mittelbaus der Oberbegriff „Akademischer Mitarbeiter“ eingeführt. Bei Bundesjustizbehörden oder im Parlament gibt es den Wissenschaftlichen Mitarbeiter. 
Der Sammelbegriff Mitarbeiter hat sich derart verfestigt, dass er in Komposita wie Mitarbeiterbefragung, Mitarbeiterbeteiligung, Mitarbeiterbewertung, Mitarbeitergespräch oder Mitarbeiterüberwachung verwendet wird.

## Organisation
In der Führungslehre Reinhard Höhns ist der Mitarbeiter einer der zentralen Begriffe des Harzburger Modells. Danach erhält der Mitarbeiter einen fest umgrenzten Aufgabenbereich, in den der Vorgesetzte lediglich in besonderen Ausnahmefällen eingreifen darf, etwa bei akuter Gefahr oder im Rahmen der Dienstaufsicht. Die Mitarbeiter erhalten im Wege der Delegation Aufgaben, Befugnisse und Verantwortung zugewiesen, wobei der Mitarbeiter die Handlungsverantwortung und der Vorgesetzte die Führungsverantwortung trägt. Die Trennung zwischen beiden Verantwortungsarten klärt, wer für Fehler einzustehen und hierfür Rechenschaft zu übernehmen hat.

## Heutige Begriffsverwendung
Der Begriff „Untergebener“ gehörte früher zum festen Sprachschatz der absolutistischen Militär- und Verwaltungsordnung und war von dort in die Fabrik übernommen worden. Heute wird der Begriff Mitarbeiter anstelle des Wortes „Untergebener“ in bürokratischen Hierarchien verwendet, das mit einem autoritären Führungsstil assoziiert wird. Beim Konzept des Management by Delegation wird der Begriff des Untergebenen zuweilen noch benutzt, weil eine klare Hierarchie zwischen Vorgesetzten und Untergebenen die Grundlage darstellt. Das Wort Untergebener ist nur noch als Rechtsbegriff beim Vergehen der Verleitung eines Untergebenen zu einer Straftat gemäß § 357 StGB gebräuchlich. 
Heute wird dagegen allgemein der Begriff Mitarbeiter bevorzugt, weil das in Eigeninitiative wirkende Personal im Vordergrund steht und nicht mehr das der Willensdurchsetzung von Führungskräften passive, unterworfene Objekt. In dieser Lesart werden zur Unterscheidung gleichrangige Arbeitskräfte als Kollegen bezeichnet.